# مروین روز
 مروین روز (انگلیسی: Mervyn Rose؛ زاده ۲۳ ژانویهٔ ۱۹۳۰) یک تنیس‌باز اهل استرالیا است.